# Ramnäs
Ramnäs – miejscowość (tätort) w Szwecji, w regionie administracyjnym (län) Västmanland, w gminie Surahammar.
Według danych Szwedzkiego Urzędu Statystycznego liczba ludności wyniosła: 1333 (31 grudnia 2015), 1263 (31 grudnia 2018) i 1245 (31 grudnia 2019).